# Bezděkov nad Metují
Obec Bezděkov nad Metují (německy Bösig an der Mettau) leží ve východních Čechách v okrese Náchod asi 5 km severovýchodně od města Hronova na náhorní plošině nad řekou Metují ve výšce asi 500 m. Žije zde 621 obyvatel. V obci je evidováno 207 domů.

## Historie
Obec byla založena ve 13. století Břevnovským klášterem v době kolonizace pohraničního hvozdu. Pravděpodobně již stála, jako několik dalších obcí, před nájezdem Tatarů v roce 1241. Lokátorem, čili osobou pověřenou založením obce, byl jakýsi Čech jménem Bezděk, po kterém se vesnice jmenuje.

## Společnost
V obci se nachází základní a mateřská škola. Leží hned vedle kostela. Z důvodu nedostatku žáků je pouze do 4. třídy a spojila se s ZŠ Police nad Metují. V obci působí skupina Českého červeného kříže, Tělovýchovná jednota Sokol Bezděkov nad Metují, Sbor dobrovolných hasičů a hudební skupina BTK.

## Pamětihodnosti
- Barokní kostel sv. Prokopa postavený v letech 1724-1727 podle projektu K. I. Dientzenhofera.[4] Kostel dostal v roce 1999 nový půltunový zvon a hodiny.
- Budova fary byla postavena roku 1847 a do farnosti patřily i vesnice Velké Petrovice a Petrovičky.
- Alej lip mezi farou a kostelem byla vysázena roku 1870.
- Největší zajímavostí však jsou studny, zvané „Haltýře“ či „Džbery“, z roku 1862, které byly v roce 2000 rekonstruovány.
- Památný Bezděkovský dub, obvod kmene 420 cm, stáří asi 160 let, výška stromu 22 m.
- Kaple Panny Marie